# Øystein Djupedal

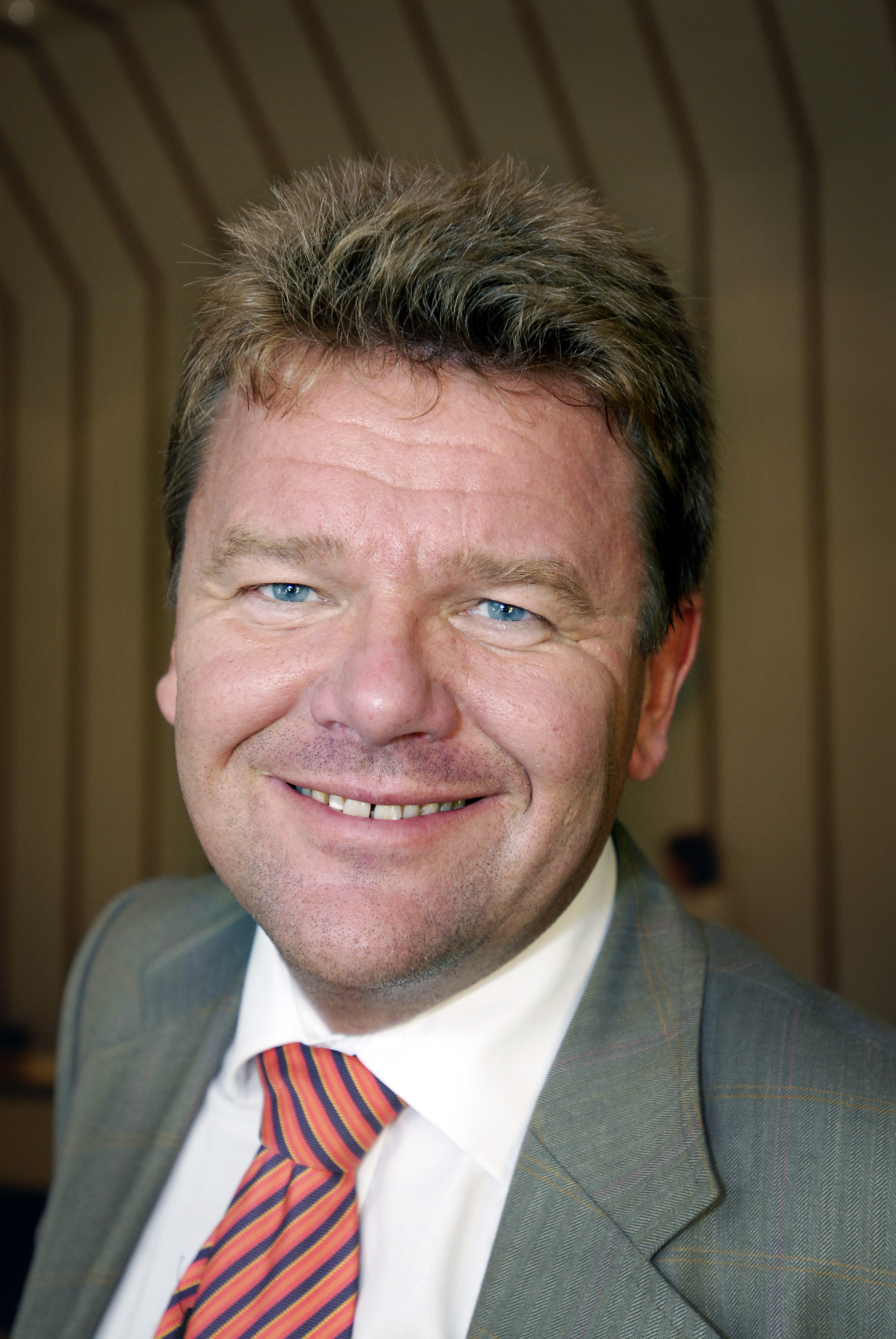
Øystein Djupedal (2006)

Øystein Kåre Djupedal (* 5. Mai 1960 in Oslo) ist ein norwegischer Politiker der Sosialistisk Venstreparti (SV).

## Politischer Werdegang
Djupedal war von 1991 bis 1993 Mitglied im Fylkesting von Sør-Trøndelag. Er wurde erstmals im Jahre 1993 ins Storting gewählt, dem er bis 2009 angehörte. Dort vertrat er die damalige Provinz Sør-Trøndelag. In der Zeit zwischen 1997 und 2005 war er stellvertretender Vorsitzender der SV.
Am 17. Oktober 2005 wurde er zum Minister für Bildung und Forschung ernannt. Zum 1. Januar 2006 wechselte die Bezeichnung zu Wissenschaftsminister. Er übte das Amt bis zum 18. Oktober 2007 aus. Während seiner Amtszeit schaffte er u. a. einen strengeren Rahmen für Privatschulen.
Nachdem er 2008 dazu ernannt worden war, trat er 2009 den Posten als Fylkesmann von Aust-Agder an und blieb bis 2015 im Amt. Seine Ernennung wurde von einigen Seiten kritisiert, da er keine Verbindung zur Provinz hatte und er sich außerdem eigentlich um den gleichen Posten in Nord-Trøndelag beworben hatte. Er bewarb sich 2015 für das Amt als Fylkesmann in der neu gegründeten Provinz Agder, wurde jedoch nicht gewählt.
Im Jahr 2015 gab er bekannt, aus der SV ausgetreten und der Arbeiderpartiet beigetreten zu sein. Er sagte zudem, dass er seine politische Karriere für beendet hält.